# Copa Libertadores 1970
Copa Libertadores 1970 var den elfte säsongen av fotbollsturneringen Copa Libertadores och 19 lag från nio länder deltog.

## Första gruppspelsfasen

### Grupp 1
| Lag                     | S | V | O | F | GM | IM | MSK | Poäng |
| ----------------------- | - | - | - | - | -- | -- | --- | ----- |
| Boca Juniors            | 6 | 5 | 1 | 0 | 14 | 4  | 10  | 11    |
| River Plate             | 6 | 3 | 1 | 2 | 15 | 5  | 10  | 7     |
| Bolívar                 | 6 | 1 | 2 | 3 | 7  | 9  | -2  | 4     |
| Universitario de La Paz | 6 | 0 | 2 | 4 | 2  | 15 | -13 | 2     |

### Grupp 2
| Lag               | S | V | O | F | GM | IM | MSK | Poäng |
| ----------------- | - | - | - | - | -- | -- | --- | ----- |
| Nacional          | 6 | 4 | 2 | 0 | 13 | 3  | 10  | 10    |
| Peñarol           | 6 | 3 | 3 | 0 | 17 | 4  | 13  | 9     |
| Valencia          | 6 | 2 | 1 | 3 | 9  | 18 | -9  | 5     |
| Deportivo Galicia | 6 | 0 | 0 | 6 | 2  | 16 | -14 | 0     |

### Grupp 3
| Lag                  | S  | V | O | F | GM | IM | MSK | Poäng |
| -------------------- | -- | - | - | - | -- | -- | --- | ----- |
| Guaraní              | 10 | 5 | 5 | 0 | 12 | 4  | 8   | 15    |
| Universidad de Chile | 10 | 5 | 3 | 2 | 19 | 11 | 8   | 13    |
| Olimpia              | 10 | 4 | 4 | 2 | 18 | 11 | 7   | 12    |
| Deportivo Cali       | 10 | 5 | 2 | 3 | 18 | 16 | 2   | 12    |
| América              | 10 | 1 | 3 | 6 | 9  | 22 | -13 | 5     |
| Rangers              | 10 | 1 | 1 | 8 | 11 | 27 | -16 | 3     |

### Grupp 4
| Lag              | S | V | O | F | GM | IM | MSK | Poäng |
| ---------------- | - | - | - | - | -- | -- | --- | ----- |
| Universitario    | 6 | 4 | 1 | 1 | 12 | 4  | 8   | 9     |
| LDU Quito        | 6 | 3 | 1 | 2 | 10 | 7  | 3   | 7     |
| Defensor Arica   | 6 | 1 | 3 | 2 | 5  | 6  | -1  | 5     |
| América de Quito | 6 | 1 | 1 | 4 | 4  | 12 | -8  | 3     |

## Andra gruppspelsfasen

### Grupp 1
| Lag           | S | V | O | F | GM | IM | MSK | Poäng |
| ------------- | - | - | - | - | -- | -- | --- | ----- |
| River Plate   | 4 | 3 | 1 | 0 | 9  | 5  | 4   | 7     |
| Boca Juniors  | 4 | 2 | 1 | 1 | 3  | 2  | 1   | 5     |
| Universitario | 4 | 0 | 0 | 4 | 4  | 9  | -5  | 0     |

### Grupp 2
| Lag       | S | V | O | F | GM | IM | MSK | Poäng |
| --------- | - | - | - | - | -- | -- | --- | ----- |
| Peñarol   | 4 | 3 | 0 | 1 | 6  | 3  | 3   | 6     |
| Guaraní   | 4 | 1 | 1 | 2 | 3  | 3  | 0   | 3     |
| LDU Quito | 4 | 1 | 1 | 2 | 3  | 6  | -3  | 3     |

### Grupp 3
| Lag                  | S | V | O | F | GM | IM | MSK | Poäng |
| -------------------- | - | - | - | - | -- | -- | --- | ----- |
| Universidad de Chile | 3 | 2 | 0 | 1 | 5  | 3  | 2   | 4     |
| Nacional             | 3 | 1 | 0 | 2 | 3  | 5  | -2  | 2     |

## Semifinal
| Lag         | S | V | O | F | GM | IM | MSK | Poäng |
| ----------- | - | - | - | - | -- | -- | --- | ----- |
| Estudiantes | 2 | 2 | 0 | 0 | 4  | 1  | 3   | 4     |
| River Plate | 2 | 0 | 0 | 2 | 1  | 4  | -3  | 0     |

| Lag                  | S | V | O | F | GM | IM | MSK | Poäng |
| -------------------- | - | - | - | - | -- | -- | --- | ----- |
| Peñarol              | 3 | 1 | 1 | 1 | 4  | 3  | 1   | 3     |
| Universidad de Chile | 3 | 1 | 1 | 1 | 3  | 4  | -1  | 3     |

## Final
Om lagen vann en match var, eller om de spelade båda matcherna oavgjort, spelades ytterligare en finalmatch. Slutade den matchen oavgjort tillämpades förlängning. 
|  | 21 maj 1970 | Estudiantes | 1–0 | Peñarol | Estadio Jorge Luis Hirschi, La Plata |  |
|  |             |             |     |         | Publik: 30 000                       |  |
|  |             |             |     |         |                                      |  |
|  |             |             |     |         |                                      |  |

|  | 27 maj 1970 | Peñarol | 0–0 | Estudiantes | Estadio Centenario, Montevideo |  |
|  |             |         |     |             | Publik: 60 000                 |  |
|  |             |         |     |             |                                |  |
|  |             |         |     |             |                                |  |